# Schlacht bei Remich
In der Schlacht bei Remich kämpfte am 11. April 882 ein lokales Aufgebot unter der Führung der Bischöfe von Metz und Trier und des Grafen von Metz gegen ein Heer der auf einem Raubzug befindlichen Wikinger.

## Geschichte
Im November 881 überwinterten Wikingerheere unter ihren Anführern Gottfried und Sigfrid bei Ascloha (Elsloo an der Maas oder Asselt in der niederländischen Provinz Limburg). Von dort aus gingen sie auf Raubzüge, unter anderem auch rhein- und moselaufwärts. Es soll sich nur um einige hundert Krieger gehandelt haben. Sie benutzten für ihr Vordringen mindestens drei Langboote, auf denen sich auch Pferde befanden.
Von Koblenz kommend, überfielen die Wikinger in der Karwoche 882 die extra muros Triers gelegenen Kirchen und Gehöfte. Am Gründonnerstag, dem 5. April 882, nahmen sie die Stadt selbst ein. Nach einigen Tagen der Ruhe plünderten und verwüsteten die Wikinger Trier am Ostersonntag. Regino von Prüm berichtet von zahlreichen Opfern unter der Bevölkerung, Erzbischof Bertolf von Trier war jedoch mit wenigen Gefolgsleuten die Flucht nach Metz gelungen. Danach zog ein Teil der Wikinger mit der Beute moselabwärts in Richtung Koblenz, während der Rest in Richtung Metz zog. 

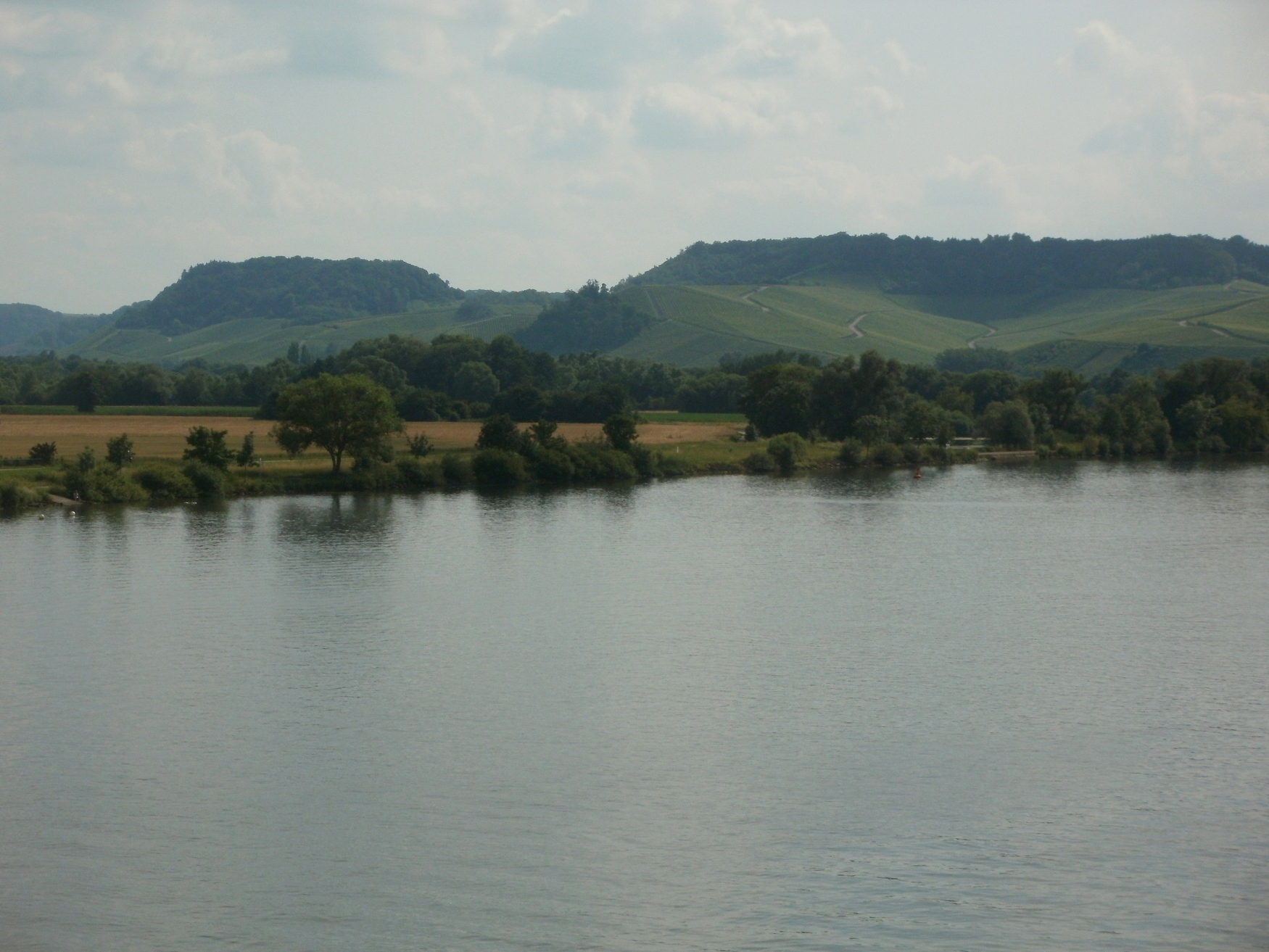
Mosel bei Remich

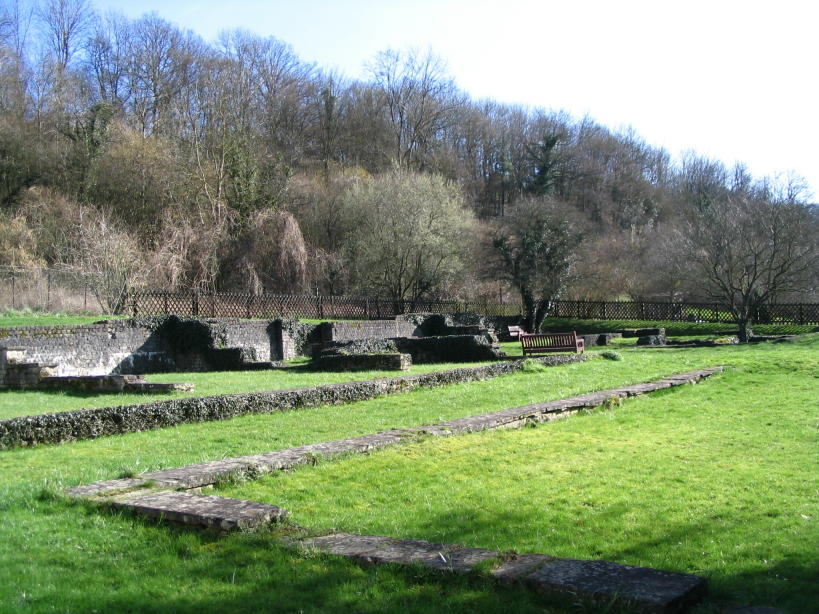
Ruinen der Villa von Nennig

In der Flussaue der Mosel zwischen Remich, Nennig und Besch, im heutigen Grenzgebiet zwischen Luxemburg und dem Saarland, stellte sich den Wikingern am 11. April 882 ein kleines lokales Aufgebot entgegen, angeführt von den Bischöfen Wala von Metz und Bertolf von Trier sowie von Graf Adalhard II. von Metz. Die Wikinger trugen den Sieg davon, Wala fiel im Kampf, Adalhard und Bertolf konnten fliehen. Während der Kämpfe wurde die alte römische Villa von Nennig endgültig zerstört.
Trotz des Sieges rückten die Wikinger nicht weiter auf Metz vor, sondern kehrten über Bingen und Mainz in ihr Lager nach Ascloha zurück. Ein Grund für den Abzug war neben dem Widerstand, auf den sie trafen, wohl auch die Rückkehr des im Februar 881 in Rom zum Kaiser gekrönten Karls III., der nach dem Reichstag von Worms im Mai 882 ein starkes Heer zusammenbrachte und im Juli desselben Jahres das Lager von Ascloha belagerte.
Die Schlacht bei Remich markiert den südlichsten Punkt des Vordringens der Wikinger in den Rheinlanden und erweist sich somit trotz der militärischen Niederlage des lokalen Aufgebots als erfolgreich geführter Widerstand.
Zehn Jahre später, im Februar 892, zog noch einmal ein Wikingerheer entlang der Mosel über Trier, das erneut geplündert wurde, Richtung Koblenz und dann in Richtung Bonn den Rhein abwärts. Bei Lannesdorf stellte sich ein Aufgebot der örtlichen Bevölkerung entgegen. Die Wikinger mieden diesen Kampf und zogen in die Eifel, wo sie die Abtei Prüm wie zehn Jahre zuvor schon niederbrannten und zahlreiche Personen töteten oder verschleppten.

## Gedenken

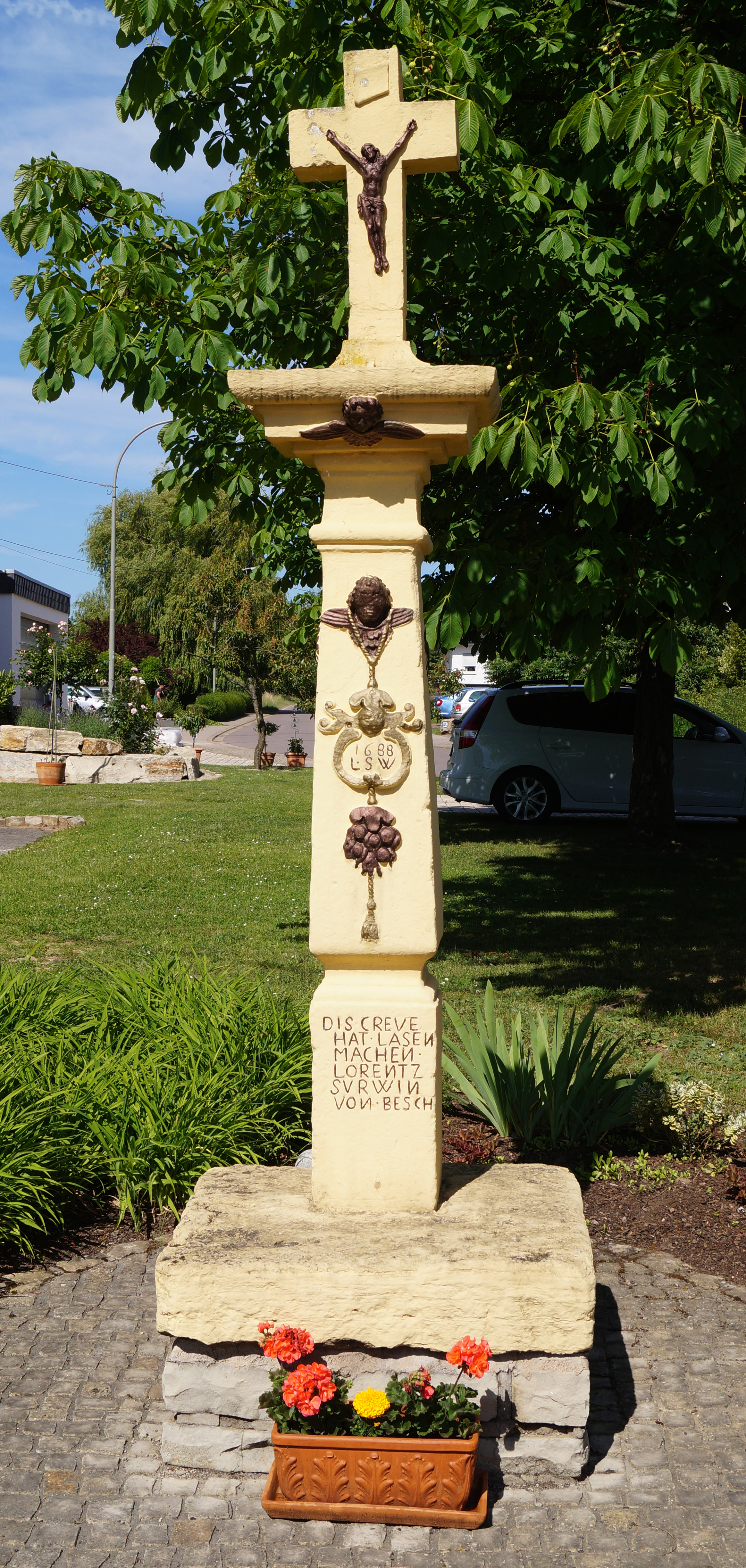
Normannenkreuz in Besch

Einer lokalen Sage nach soll Bischof Wala im „Mahlknopf“, einem Grabhügel unweit der römischen Villa von Nennig, bestattet worden sein. Der Grabhügel stammt jedoch aus der Römischen Kaiserzeit und Wala wurde in einem Mausoleum in der St. Salvator-Kirche von Metz bestattet. 
Im Jahr 1688 wurde bei Besch an der Stelle, wo nach der Legende Bischof Wala den Tod gefunden haben soll, ein steinernes Kreuz errichtet, das „Normannenkreuz“ oder auch „Bischof Walo-Kreuz“ genannt wird. Die Inschrift auf dem Kreuz lautet: DIS CREVE HAT LASEИ MACHEИ LOREИTZ SVRWIИ VOИ BESCH 1688 LSW. Im Jahr 1973 musste das Kreuz einer neu angelegten Straße weichen und wurde an seinem heutigen Standort aufgestellt. Einen Bezug zur Schlacht lässt das Kreuz selbst nicht erkennen, es gleicht vielmehr weiteren Steinkreuzen, die im 17. Jahrhundert in Besch und Umgebung errichtet wurden und die als Pestkreuze interpretiert werden (siehe Liste der Baudenkmäler in Perl).
In Besch erinnern des Weiteren eine „Normannenstraße“ und eine „Bischof-Walo-Straße“ an die Schlacht.